# Ilárraza
Ilárraza (en euskera y oficialmente Ilarratza) es un concejo del municipio de Vitoria, en la provincia de Álava, País Vasco (España).
En este concejo se encuentra la sede de la cooperativa agraria Garlan, que agrupa a cerca de 900 productores agrarios alaveses.

## Localización
El concejo está a 6 kilómetros de Vitoria y pasa por en medio la N-104, anteriormente denominada N-1. 

## Geografía
Está situado en el corazón de la comarca de la Llanada alavesa y forma parte de la Zona Rural Este de Vitoria. 
El concejo está situado a la izquierda del arroyo de Zerio, afluente del río Alegría y en las inmediaciones se conserva un robledal y las charcas de Maumea, al sur del pueblo.

### Localidades limítrofes
|                | Norte: Junguitu |             |
| Oeste: Arcaute |                 | Este: Cerio |
|                | Sur: Otazu      |             |

## Historia
El actual concejo fue una de las aldeas alavesas que fueron agregadas a Vitoria en 1332. En 1135 el obispo de Calahorra, Sancho de Funes, dio en encomienda al Maestro Pedro, la casa de Armentia y las cuartas episcopales de 20 villas cercanas, entre ellas las de este concejo, para sustento de los clérigos de San Andrés de Armentia. En el Catálogo de San Millán aparece con el nombre de Hillarrazaha, como uno de los lugares de la antigua merindad de Harhazua.
A mediados del siglo XIX, cuando formaba parte del ayuntamiento de Elorriaga, tenía 125 habitantes. Aparece descrito en el noveno tomo del Diccionario geográfico-estadístico-histórico de España y sus posesiones de Ultramar de Pascual Madoz de la siguiente manera:

ILÁRRAZA: l. del ayunt. de Elorriaga, en la prov. de Alava, part. jud. de Vitoria (1 leg.), aud. terr. de Burgos, c. g. de las Provincias Vascongadas, dióc. de Calahorra: sit. en llano, y en la carretera que desde Vitoria conduce á Salvatierra y Navarra; clima húmedo y frio; reina el viento N., y se padecen fiebres gástricas é intermitentes. Tiene 28 casas, escuela para ambos sexos, una fuente dentro del l., igl. parr. (Sta. Eulalia), servida por 2 beneficiados, de los cuales uno tiene título de cura, de nombramiento del ordinario. Confina el térm. N. Junguitu; E. Cerio; S. Otazu, y O. Arcaute. El terreno es de mediana calidad, le atraviesan y se unen en él dos riach. uno mayor que otro, y corren hácia el r. Zadorra; los cruzan dos puentes al menor y uno al otro. caminos: la espresada carretera, en buen estado; el correo se recibe de la capital.. prod.: trigo, cebada, maiz, habas, alholvas y yeros; cria de ganado caballar y vacuno; caza de perdices y codornices; pesca de anguilas y barbos. ind.: un molino harinero comun con Junguitu y dos tejedores de lino. pobl.: 16 vec., 125 alm. riqueza y contr.: con su ayunt. (V.)
(Madoz, 1847, p. 404)

Décadas después, ya en el siglo XX, se describe de la siguiente manera en el tomo de la Geografía general del País Vasco-Navarro dedicado a Álava y escrito por Vicente Vera y López:

Ilárraza.—Aldea que dista de Vitoria 6,500 metros. Tiene 31 viviendas, de las que 27 son de dos pisos y 4 de uno, de ellas 1 sin habitar, con una población de 165 almas de hecho y derecho, de las que son varones 88 y hembras 77. Su parroquia, rural de segunda clase, está dedicada á Santa Eulalia y pertenece al arciprestazgo de Armentia. Tiene una escuela incompleta, á la que también asisten los niños de Cerio. Confina, al N., con Junguitu; al S., con Otazu; al E., con Cerio y al O. con Arcaute. Su término está cruzado por dos arroyos que afluyen al río Zadorra, que se salvan por dos puentes; dentro de la iglesia hay una fuente, de la que se surte el vecindario. Se recolectan cereales, legumbres y frutas, criándose algún ganado caballar, vacuno y porcino. Comunica con Vitoria por la carretera de esta ciudad á Pamplona; fué una de las aldeas agregadas en el año 1332. En el catálogo de San Millán, figura con el nombre de Hillarazaha.
(Vera y López, 1915-1921, pp. 351-352)

## Demografía
En 2018 el concejo cuenta con una población de 80 habitantes según el Padrón Municipal de habitantes del Ayuntamiento de Vitoria.
| Gráfica de evolución demográfica de Ilárraza entre 2000 y 2018                                           |
| |
| Población (2000-2017) según los censos de población del INE. Población según el padrón municipal de 2018 |

## Cultura

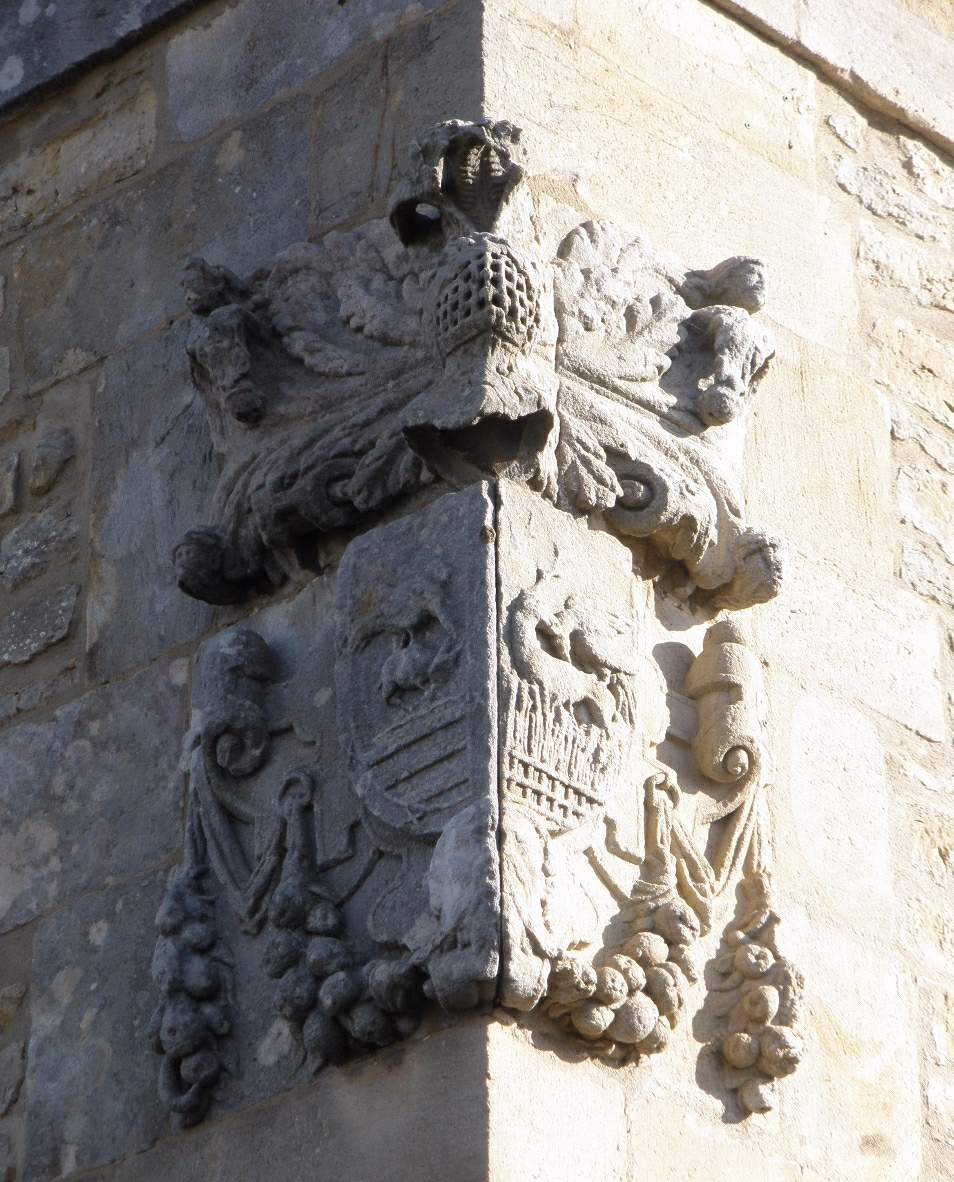
Blasón de la Casa de Esquíbel-Garibay

### Patrimonio material
- Iglesia de Santa Eulalia de Mérida. Construida en el siglo XVI, posee un retablo mayor barroco y retablos laterales rococó. La torre de la iglesia data del siglo XIX.[7] La iglesia alberga una pila bautismal medieval. Dentro de la iglesia hay una fuente de la que se surtía el vecindario.
- Casa de Esquíbel-Garibay.  En el borde de la N-1 se encuentra una casa señorial o Palacio con los escudos de los Esquível y Garibay. Destaca su blasón heráldico esquinero.
- Casa solariega. Se sitúa junto a la iglesia de Santa Eulalia, destacando en ella el escudo que posee junto a la puerta principal.

En la plaza de la entrada al pueblo hay un crucero de piedra del siglo XIX y se conserva también un puente de piedra. En su día hubo además un molino harinero común con Junguitu y dos tejedores de lino.

### Patrimonio inmaterial
Los vecinos del concejo eran conocidos con el apodo de Charquilleros o Los del pitis y celebraban sus fiestas patronales el 10 de diciembre (Santa Eulalia) aunque actualmente los festejos se llevan a cabo el tercer fin de semana de octubre.